# Lumiar
Lumiar – stacja metra w Lizbonie, na linii Amarela. Oddana została do użytku w dniu 27 marca 2004 wraz ze stacjami Odivelas, Senhor Roubado, Ameixoeira i Quinta das Conchas w ramach rozbudowy tej linii do Odivelas.
Stacja ta znajduje się pomiędzy Estrada da Torre, Rua República do Paraguai i Rua Cordeiro Ferreira, umożliwiając dostęp do Pałacu Monteiro-Mor, Museu Nacional do Traje i Museu Nacional do Teatro. Projekt architektoniczny jest dziełem Dinis Gomes i artystów António Moutinho, Marta Lima i Susete Rebelo. Podobnie jak najnowsze stacje metra w Lizbonie, jest przystosowana do obsługi pasażerów niepełnosprawnych.